# Рёте, Шур
Шур Рёте (норв. Sjur Røthe; род. 2 июля 1988, Восс, Хордаланн) — норвежский лыжник, трёхкратный чемпион мира, победитель этапов Кубка мира. Специализируется в дистанционных гонках.
За свою карьеру принимал участие в семи чемпионатах мира (2011, 2013, 2015, 2017, 2019, 2021, 2023).

## Карьера
В Кубке мира Рёте дебютировал 14 марта 2009 года, в марте 2010 года одержал свою первую победу на этапе Кубка мира, в эстафете.
В 2011 году принял участие в домашнем чемпионате мира в Хольменколлене, где его лучший результат (4-е место) был в марафоне на 50 км.
В 2013 году на чемпионате мира в итальянском Валь-ди-Фьемме Шур Рете впервые стал чемпионом мира в эстафете и завоевал индивидуальную бронзовую медаль в скиатлоне.
В 2014 году несмотря на удачное начало сезона и 5-е место в многодневке Тур де Ски, на Олимпиаде 2014 в Сочи Шур Рете принял участие только в скиатлоне, где занял 20-е место.
Следующим сезоном, в котором Рёте проявил себя, как член основного состава сборной Норвегии, стал сезон 2018/2019 года. На чемпионате мира в австрийском Зефельде Шур Рёте стал чемпионом мира в скиатлоне и эстафетной гонке, в конце года занял 3-е место в общем зачёте Кубка мира.
Использует лыжи производства фирмы Salomon, ботинки и крепления Salomon.

## Результаты на крупнейших соревнованиях

### Зимние Олимпийские игры
| Олимпийские игры | Спринт      | Командный спринт | 15 км раздельный старт | 15+15 км    | 50 км масс-старт | Эстафета    |
| ---------------- | ----------- | ---------------- | ---------------------- | ----------- | ---------------- | ----------- |
| 2014 Сочи        | —           | —                | —                      | 20          | —                | —           |
| 2018 Пхёнчхан    | не выступал | не выступал      | не выступал            | не выступал | не выступал      | не выступал |
| 2022 Пекин       | —           | —                | —                      | DNF         | 5                | —           |

### Чемпионаты мира по лыжным видам спорта
| Чемпионат мира          | Спринт | Командный спринт | 15 км раздельный старт | 15+15 км | 50 км масс-старт | Эстафета |
| ----------------------- | ------ | ---------------- | ---------------------- | -------- | ---------------- | -------- |
| 2011 Осло-Хольменколлен | —      | —                | 21                     | 14       | 4                | —        |
| 2013 Валь-ди-Фьемме     | —      | —                | 5                      | 3        | 17               | 1        |
| 2015 Фалун              | —      | —                | 9                      | DNF      | —                | —        |
| 2017 Лахти              | —      | —                | —                      | 4        | 6                | —        |
| 2019 Зефельд            | —      | —                | 7                      | 1        | 3                | 1        |
| 2021 Оберстдорф         | —      | —                | 6                      | 6        | —                | —        |
| 2023 Планица            | —      | —                | 6                      | 3        | —                | —        |